# Micke Klingvall
Tony Mikael "Micke" Klingvall, född 5 augusti 1961 i Stockholm, är en svensk teaterregissör, skådespelare och pedagog. 
Han är utbildad på Teaterstudion 1985–1987 och på Dell'Arte International School of Physical Theatre 1989–1992, i Blue Lake, Kalifornien. Klingvall är verksam inom den fysiska teatertraditionen, med speciell inriktning på Commedia dell'Arte. Han är sedan 1996 konstnärlig ledare för Teaterstudion i Stockholm och sedan 1995 för Kompani Komedi där han också är en av grundarna. 
Som regissör har Klingvall framför allt arbetat med Kompani Komedi, men även med grupper som Teater Sláva och Teatropen. Han har medverkat som skådespelare i bland andra Studio Ensemblen, Molièreensemblen och Teater Hera. Hans undervisning har i första hand skett på Teaterstudion och Kulturama, men även internationellt, som gästlärare.